# Peperomia longipila
Peperomia longipila är en pepparväxtart som beskrevs av C. Dc.. Peperomia longipila ingår i släktet peperomior, och familjen pepparväxter. Inga underarter finns listade i Catalogue of Life.